# Buchberg (Vöcklabruck)
Buchberg är ett berg i Österrike.   Det ligger i distriktet Vöcklabruck och förbundslandet Oberösterreich, i den centrala delen av landet, 210 km väster om huvudstaden Wien. Toppen på Buchberg är 808 meter över havet, eller 248 meter över den omgivande terrängen. Bredden vid basen är 3,7 km.
Terrängen runt Buchberg är kuperad söderut, men norrut är den platt. Närmaste större samhälle är Sankt Georgen im Attergau, 3,6 km väster om Buchberg. 
I omgivningarna runt Buchberg växer i huvudsak blandskog. Runt Buchberg är det ganska tätbefolkat, med 120 invånare per kvadratkilometer.